# Col de la Flüela
Le col de la Flüela, à une altitude de 2 383 m, se situe entre la chaîne de l'Albula et la Silvretta, dans le canton suisse des Grisons. Il est l'un des cols les plus élevés de Suisse et assure la communication entre les deux plus grandes stations des Grisons, Davos et Saint-Moritz.

## Géographie
Le col de la Flüela relie la vallée du Flüelatal qui débouche sur la vallée de Davos à l'ouest et le val Susasca qui aboutit à la Basse-Engadine à l'est (Saint-Moritz).
Le col entaille le centre des Grisons entre le massif de la Silvretta au nord et le Schwarzhorn (3 146 m) et au-delà le piz Vadret au sud. Le col est occupé par deux petits lacs et un hospice.

## Utilisation hivernale

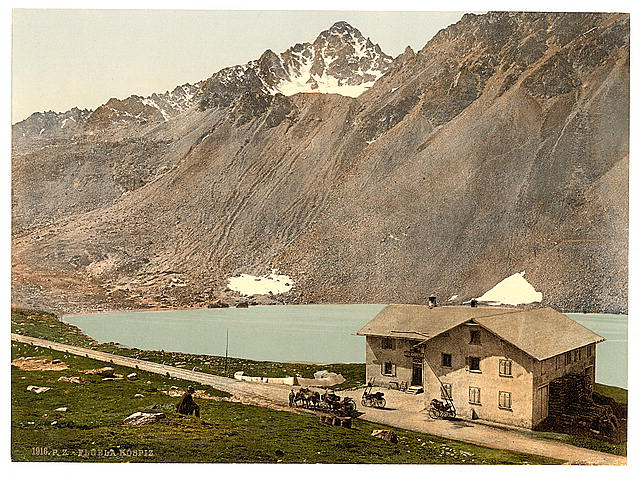
Hospice de la Flüela en 1900.
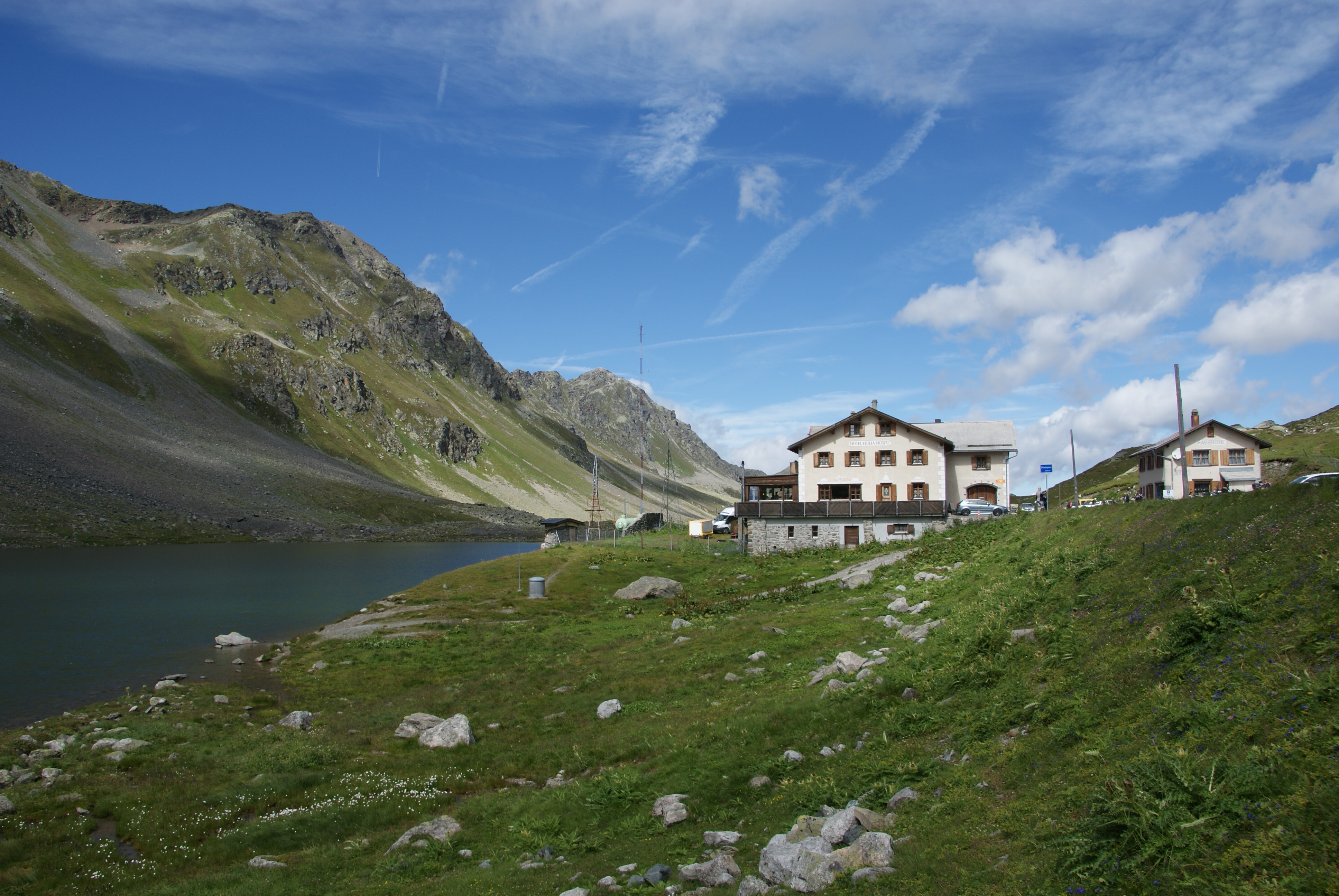
Hospice de la Flüela en 2006.
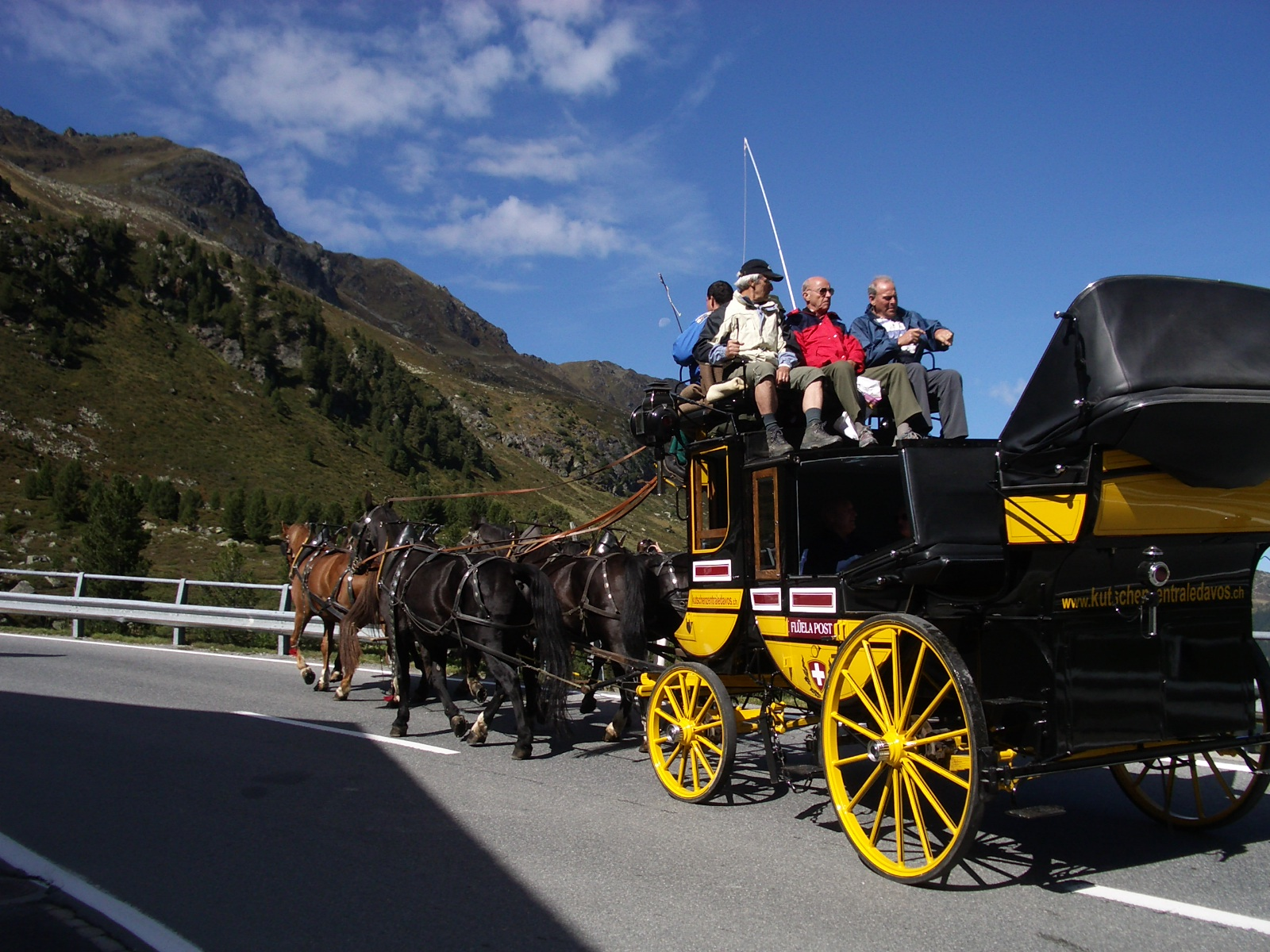
Calèche de la Pferdepost à la Flüela.